# Abel Vázquez
Abel Vázquez Cortijo es un atleta de judo de España que ha representado a España en los Campeonatos de Europa de IPC 2011 y 2013, y en los Juegos Paralímpicos de verano de 2008 y 2012.

## Personal
Vázquez tiene problemas de visión y es de Sevilla. Completó una Licenciatura en Ciencias en Actividad Física y Deportes. En 2013 asistió a la Universidad Pablo de Olavide en Sevilla donde estaba trabajando para completar una Maestría en Enseñanza en Educación Secundaria.

## Judo
Vázquez ganó una medalla de bronce en el Campeonato Europeo de 2011 celebrado en Crawley, Inglaterra. En octubre de 2011 compitió en un evento nacional regional de judo con discapacidad visual en Guadalajara. En noviembre de 2013 compitió en el Torneo de Judo Abierto de Guadalajara. El Campeonato Europeo de Judo 2013 IPC se celebró a principios de diciembre en Eger, Hungría y compitió en ellos. Salió con una medalla de plata en el grupo de menos de 81 kilogramos. Compitió contra el ucraniano Olexandr Kosinov por la medalla de bronce. El equipo nacional, entrenado por Vicente Arolas, trató el evento como preparación para los Juegos Paralímpicos de Verano 2016. En 2013, fue uno de los siete deportistas paralímpicos que obtuvo una "Beca de la Fundación Iberdrola" 2013/2014 que fue otorgada por el Comité Paralímpico Español, la Fundación Iberdrola, el Consejo Superior de Deportes y el Ministerio de Servicios Sociales e Igualdad.Le proporcionó € 490 por mes durante los diez meses académicos del año.

### Juegos Paralímpicos
Vázquez compitió en judo en los Juegos Paralímpicos de Verano 2008, los Juegos Paralímpicos de Verano 2012.y los Juegos Paralímpicos de Verano 2016  En Londres, terminó en el quinto lugar después de perder en el combate por la medalla de bronce.